# Angie Brooks
Angie Elizabeth Brooks  (24 tháng 8 năm 1928 - 9 tháng 9 năm 2007) là một nhà ngoại giao và luật sư người Liberia. Bà là người phụ nữ thứ hai và là phụ nữ châu Phi đầu tiên từng giữ chức Chủ tịch của Đại hội đồng Liên Hợp Quốc.
Năm 1954, bà trở thành Đại diện thường trực của Liberia tại Liên Hợp Quốc, nơi phần lớn công việc của bà liên quan đến việc chuyển đổi các quốc gia thuộc địa cũ thành các quốc gia độc lập. Năm 1969, bà được chọn làm Chủ tịch Đại hội đồng và nhậm chức vào năm 1970.
Bà cũng từng là Trợ lý Bộ trưởng Ngoại giao Liberia. Nhiệm kỳ của bà với tư cách là Đại diện thường trực kết thúc vào năm 1977, khi bà được bổ nhiệm làm Phó thẩm phán của Tòa án tối cao Liberia. Được đề cử bởi Tổng thống Tolbert vào ngày 4 tháng 5 và nhậm chức hai ngày sau đó, bà là người phụ nữ đầu tiên phục vụ trong Tòa án Tối cao Liberia.

## Tiểu sử
Con gái của một mục sư Baptis trong một gia đình có chín người con, Brooks được nuôi dưỡng bởi một thợ may góa chồng. Sau cuộc hôn nhân ở tuổi vị thành niên và ly hôn  với Richard A. Henries (người sau này trở thành Chủ tịch Hạ viện Liberia), bà quyết định đi học đại học. Brooks đã kiếm một phần tiền học phí bằng cách làm việc như một người rửa chén, giặt là, trợ lý thư viện và trợ lý y tá. Năm 1949, bà lấy bằng Cử nhân Nghệ thuật về khoa học xã hội tại Đại học Shaw ở Raleigh, Bắc Carolina, Hoa Kỳ. Ba năm sau, bà có bằng Cử nhân Luật và bằng Thạc sĩ Khoa học về khoa học chính trị của Đại học Wisconsin Wisconsin Madison. Brooks có bằng Tiến sĩ Luật, từ Đại học Shaw và Đại học Howard vào năm 1962 và 1967. Bà cũng đã tốt nghiệp luật quốc tế tại Đại học London vào năm 1952 và 1953, và lấy bằng Tiến sĩ Luật Dân sự của Đại học Liberia năm 1964.
Brooks trước đây từng là Cố vấn tại Tòa án Tối cao Liberia vào tháng 8 năm 1953 và là Trợ lý Tổng chưởng lý Liberia từ tháng 8 năm 1953 đến tháng 3 năm 1958. Bà cũng là giáo sư luật bán thời gian tại Đại học Liberia từ năm 1954 đến 1958.
Brooks là thành viên của nhanh quốc tế Eta Beta Omega của hội nữ sinh viên Alpha Kappa Alpha.
Angie Brooks sinh hai con trai, Richard A. Henries II và Wynston Henries. Ngoài ra, bàcũng là mẹ nuôi của hai cô con gái Marjorie và Eda. Sau khi ly hôn với Richard A. Henries I, sau đó cô kết hôn với Isaac M Randolph.
Bà mất vào ngày 9 tháng 9 năm 2007 tại Houston, Texas, Hoa Kỳ. Brooks nhận nghi thức tang lễ nhà nước ở Liberia và được chôn cất tại nơi sinh của bà ở Virginia tại Hạt Montserrado.